# Rüdiger Lucassen

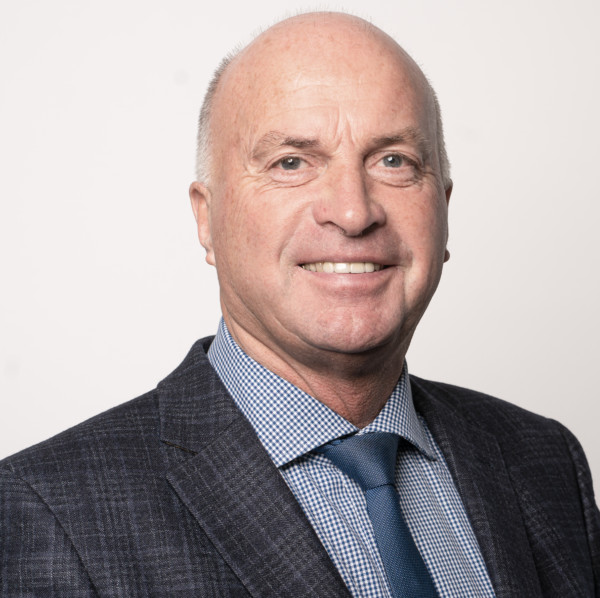
Rüdiger Lucassen (2021)

Hans-Rüdiger Lucassen (* 19. August 1951 in Dollerupholz) ist ein deutscher Politiker (AfD), Oberst a. D. der Bundeswehr und seit 2017 Mitglied des Deutschen Bundestages. Von Oktober 2019 bis Februar 2022 war er Vorsitzender der AfD Nordrhein-Westfalen.

## Leben
Lucassen trat nach dem Abitur 1973 als Offizieranwärter der Heeresfliegertruppe in die Bundeswehr ein. Während seiner Dienstzeit studierte er Wirtschaftswissenschaften an der Hochschule der Bundeswehr Hamburg und wurde anschließend zum Hubschrauberpiloten auf der Bölkow Bo 105 ausgebildet.
Lucassen absolvierte von 1983 bis 1985 den 26. Generalstabslehrgang des Heeres an der Führungsakademie der Bundeswehr in Hamburg, wo er zum Offizier im Generalstabsdienst ausgebildet wurde. Von 1989 bis 1993 war er Chef einer selbständigen Heeresfliegerstaffel 5 mit 15 Hubschraubern in Mendig und von 1993 bis 1996 Kommandeur der fliegenden Abteilung beim Kampfhubschrauberregiment 36 in Fritzlar. Es folgte 1997 eine Verwendung als Dezernatsleiter für Konzeption und Einsatz der Heeresfliegertruppe im Heeresamt. 1999 wechselte er ins Bundesministerium der Verteidigung als Referent für Flugbetrieb. 2002 wurde Lucassen Leiter Gruppe Weiterentwicklung an der Heeresfliegerwaffenschule in Bückeburg. In dieser Zeit war er auch in NATO-Arbeitsgruppen tätig. Zuletzt war er ab 2005 wieder im Heeresamt in Köln als Gruppenleiter Zentrale Ausbildungseinrichtungen des Heeres eingesetzt sowie deutscher Vizepräsident des Gemeinsamen Ausschusses für das Deutsch-französische Heeresfliegerausbildungszentrum Eurocopter Tiger auf dem Flugplatz Le Luc-Le Cannet (Frankreich). 2006 schied Lucassen auf eigenen Wunsch aus der Bundeswehr aus. Zuletzt führte er den Dienstgrad Oberst.
Nach dem Ende seiner militärischen Laufbahn 2006 absolvierte er eine NLP-Ausbildung und gründete ein eigenes Unternehmen. Er war Geschäftsführer der pro-ades GmbH, die Dienstleistungen im Bereich der Ausbildung und Beschaffung für militärische und polizeiliche Organisationen anbot.
Lucassen ist verheiratet und hat zwei Kinder.

## Politik und Positionen

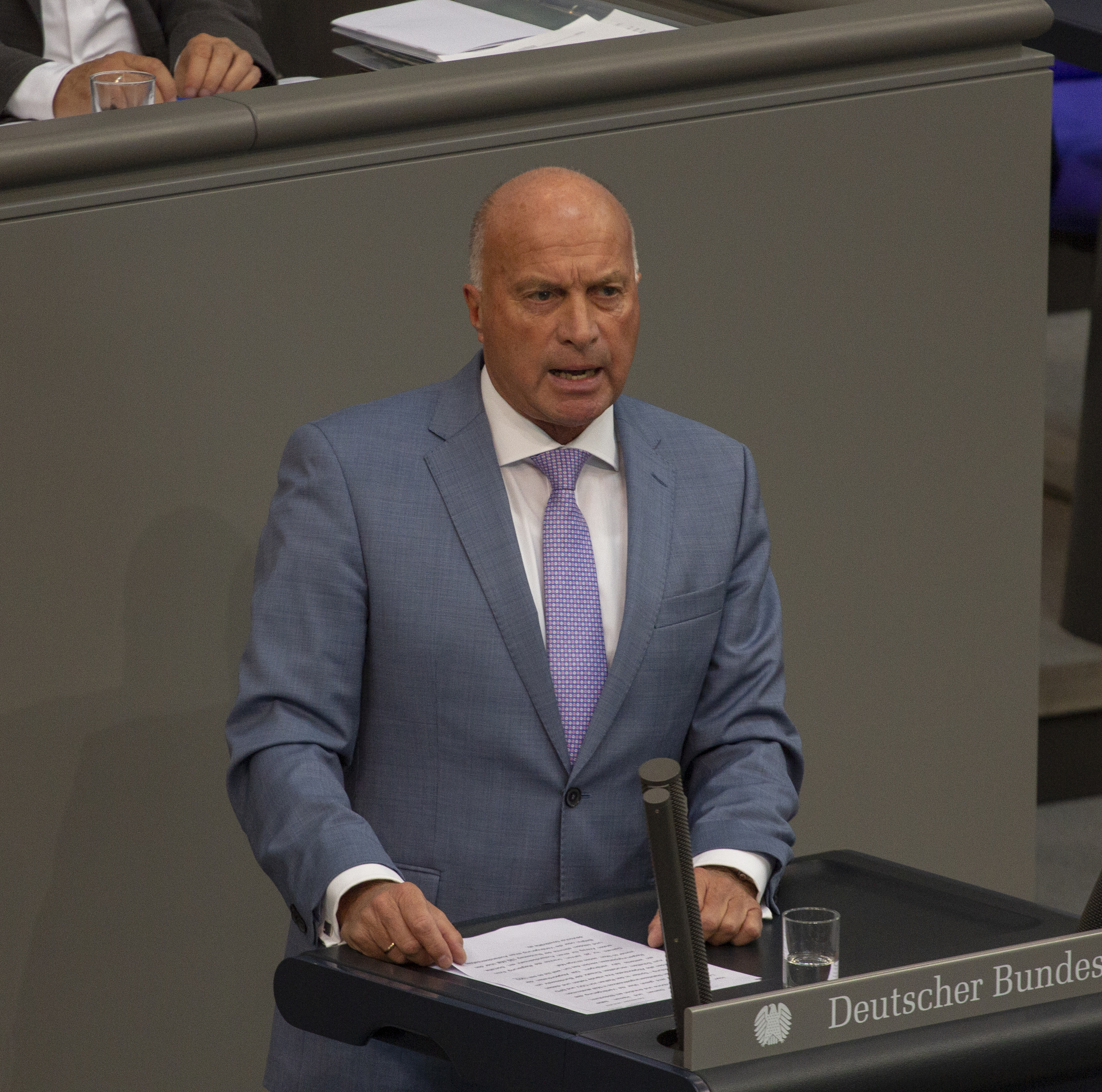
Lucassen während einer Rede im Bundestag (2019)

Lucassen trat 2016 in die AfD ein und ist stellvertretender Vorsitzender des Kreisverbandes Euskirchen. Zur Bundestagswahl 2017 trat er für die AfD im Bundestagswahlkreis Euskirchen – Rhein-Erft-Kreis II an und wurde über Platz 7 der Landesliste der AfD Nordrhein-Westfalen in den 19. Deutschen Bundestag gewählt. Lucassen ist verteidigungspolitischer Sprecher seiner Fraktion und Obmann im Verteidigungsausschuss des Deutschen Bundestages. Zudem gehört er als stellvertretendes Mitglied dem Haushaltsausschuss sowie dem Gemeinsamen Ausschuss an. Am 5. Oktober 2019 wurde er zum alleinigen Vorsitzenden des nordrhein-westfälischen Landesverbandes der AfD gewählt, nachdem sich der bisherige Vorstand der gleichberechtigten Co-Sprecher Thomas Röckemann und Helmut Seifen entzweit hatte.
Lucassen sieht die Landes- und Bündnisverteidigung als erste Aufgabe der Bundeswehr. Er nannte 2018 Auslandseinsätze nachrangig und forderte für diese stets eine klare Exit-Strategie sowie die Definition des nationalen Interesses. Lucassen plädiert immer wieder für die Einhaltung der Vereinbarung von Wales 2014 (2-%-Ziel der NATO) und seit Beginn seiner Mandatszeit für die Wiedereinsetzung der Wehrpflicht. Rüdiger Lucassen war 2019/20 Mitglied im 1. Untersuchungsausschuss des Verteidigungsausschusses der 19. Wahlperiode des Deutschen Bundestages.
Er setzte sich 2018 für die grenzüberschreitende Zusammenarbeit mit der rechtsextremen belgischen Partei Vlaams Belang ein.
Im Wahlkampf vor der Bundestagswahl 2017 bezeichnete er den SPD-Spitzenkandidaten Martin Schulz als „Schande für Deutschland“ und Angela Merkel (CDU) als „Gefahr für Deutschland“. Er sagte kurz vor der Wahl auch, „die Briten“ hätten die Konsequenz (siehe Brexit) aus der Erkenntnis gezogen, dass ein „gleichgeschaltetes Europa“ nicht funktioniere. Zur Vereidigung von Verteidigungsministerin Annegret Kramp-Karrenbauer am 24. Juli 2019 warf er der Bundesregierung Verfassungsbruch vor, weil sie die Bundeswehr nicht zur Landesverteidigung nach Art. 87a GG befähige.
Der von ihm geleitete Arbeitskreis Verteidigung der AfD-Bundestagsfraktion veröffentlichte 2019 die Konzeption „Streitkraft Bundeswehr“, in der u. a. Positionen zu Auftrag, Ausbildung und Selbstverständnis der Bundeswehr festgehalten sind. Das führte zu einem teils in der Öffentlichkeit ausgetragenen Streit zwischen ehemaligen Offizieren um in der Konzeption genutzte Begrifflichkeiten und den Rückhalt der AfD in der Bundeswehr.
Ende 2020 trat Lucassen, der dem Meuthen-Lager zugerechnet wurde, mit dem Thüringer AfD-Fraktionsvorsitzenden Björn Höcke in Höxter auf. Die beiden Strömungen in der AfD, so sagte Lucassen bei diesem Termin, seien sich „in ihrer politischen Aussagekraft viel einiger“, als es manchen klar wäre. Er kritisierte lediglich „unüberlegte Provokationen“, da diese die AfD auf dem „Weg zur Macht“ behinderten, und wandte sich gegen eine fehlerhafte „Strategie“, übte jedoch keine Kritik an der grundsätzlichen Ideologie.
Nachdem Lucassen den israelischen Luftstreitkräften während einer Bundestagsrede im Mai 2021 „fette Beute“ bei der Suche nach den Terrorführern der palästinensischen Hamas gewünscht hatte, erhielt er von Bundestagsvizepräsidentin Dagmar Ziegler einen Ordnungsruf. Lucassen erhob dagegen Einspruch, der aber von der Mehrheit des Plenums abgelehnt wurde. Seinen Einspruch begründete er unter anderem damit, dass soldatische Sprache „in besonderer Weise“ von der Meinungsfreiheit gedeckt sei.
Lucassen setzte sich stark für den AfD-Landesvize in NRW Matthias Helferich ein, nachdem dieser im Internet und in privaten Chats wiederholt durch rechtsextreme Äußerungen, unter anderem mit Bezug auf den Nationalsozialismus, aufgefallen war. Den AfD-Mann Markus Mohr, der die kontroversen Chats dem AfD-Bundesvorstand gemeldet hatte, bezichtigte er der Lüge, nachdem Mohr behauptet hatte, Lucassen habe schon vor der offiziellen Bekanntmachung im Bundesvorstand über die Chataktivitäten Helferichs Bescheid gewusst. Mohr widersprach Lucassen daraufhin und erklärte, er habe ihm im Rahmen einer AfD-Versammlung in Siegen „Chatauszüge mit Helferichs Einträgen gezeigt“, wobei Lucassen auch die kontroversen Aussagen gelesen habe, in denen sich Helferich als „freundliches Gesicht des NS“ und als „demokratischer Freisler“ bezeichnet hatte. Lucassen warf Mohr daraufhin vor, er behaupte dies nur zu seinem eigenen Schutz, da er anfangs weder den Landesvorstand der AfD Nordrhein-Westfalen noch den Bundesvorstand über die Zitate unterrichtet habe und erst einige Jahre später mit dem Beweismaterial an die Öffentlichkeit gegangen sei.
Im Februar 2022 trat er bei der Wahl zum Landesvorsitz der nordrhein-westfälischen AfD nicht mehr an und unterstützte stattdessen die Wahl von Martin Vincentz zu seinem Nachfolger.
Im Oktober 2022 forderte Lucassen die atomare Bewaffnung Deutschlands (siehe Kernwaffen in Deutschland) und folgte damit einem Beschluss der Jungen Alternativen.
Lucassen bejaht das Selbstbestimmungsrecht der Ukraine, innerhalb der AfD-Bundestagsfraktion wird er von putinfreundlichen Abgeordneten zu den „NATO-Boys“ gezählt. Nachdem er bei Markus Lanz einen Auftritt des AfD-Abgeordneten Eugen Schmidt im russischen Fernsehen als „Volksverrat“ charakterisierte, musste er sich in der Fraktion dafür entschuldigen. Er sprach sich gegen Waffenlieferungen an die Ukraine aus, weil diese die Bundeswehr „plündern“ und ihre Abwehrfähigkeit gefährden würden.
Im Mai 2024 kritisierte Lucassen in Bezug auf den Skandal um den Europawahl-Spitzenkandidaten Maximilian Krah die Parteiführung mit den Worten, es gebe „nicht wenige, vor allem in der Fraktion, die schon lange eine höhere Professionalität von der Führung erwarten“. Zudem warf er Björn Höcke nach dessen Verurteilung zu einer Geldstrafe wegen Benutzens einer SA-Losung vor, dieser habe „mit seiner Form des Revisionismus und des Spielens mit Begriffen großen Schaden angerichtet“. Damit werde man „Deutschlands Abstieg nicht aufhalten können“. Seiner Partei riet er zu „mehr Selbstzucht statt Selbstsucht“. Er könne „die beleidigenden Äußerungen etwa gegen Ricarda Lang oder Frau Baerbock nicht mehr sehen“. Dadurch würden „niedere Instinkte“ bedient.
Am 20. Mai 2025 glorifizierte Lucassen auf dem sozialen Netzwerk X die Luftlandeoperation Unternehmen Merkur der Wehrmacht zur Eroberung Kretas, an der sein Vater 84 Jahre zuvor teilgenommen hatte. Er schrieb unter anderem: „Die persönlichen Schicksale der deutschen Fallschirmjäger rühren zu Tränen“, erwähnte aber mit keinem Wort die Kriegsverbrechen, die an der Zivilbevölkerung verübt wurden. Zudem übernahm er ein fehlerhaftes Zitat von Winston Churchill aus der deutschsprachigen Wikipedia.